# تيموثي مود
تيموثي مود (بالإنجليزية: Timothy Maude)‏ هو عسكري أمريكي، ولد في 18 نوفمبر 1947 في إنديانابوليس في الولايات المتحدة، وتوفي في 11 سبتمبر 2001 في بنتاغون في الولايات المتحدة.